# مارك سباكمان
مارك سباكمان (بالإنجليزية: Marc Spackman)‏ (مواليد 7 فبراير 1979) هو سبّاح من المملكة المتحدة، مثّل بلاده في الألعاب الأولمبية الصيفية 2000.

## روابط خارجية
مارك سباكمان على موقع الاتحاد الدولي للسباحة (الإنجليزية)
- مارك سباكمان على موقع أوليمبيديا (الإنجليزية)